# Manuel III. Trapezuntski
Manuel III. Megas Komnenos (grčki: Μέγας Κομνηνός, Manouēl III Megas Komnēnos, 16. prosinca 1364. – 5. ožujka 1417.) bio je car Trapezunta od 20. ožujka 1390. do svoje smrti 1417.
Glavni događaj Manuelove vladavine bio je dolazak srednjoazijskog osvajača Timura u Anadoliju. To je dovelo do skoro potpunog uništenja Osmanskog Carstva, koje je bilo prijetnja opstanku Manuelove države, u bitci kod Angore. Iako se država Osmanlija počela oporavljati nakon 10 godina građanskog rata, ovaj je poraz produžio život i sigurnost Trapezumtskog Carstva za još nekoliko desetljeća.

## Životopis
Manuel je bio sin cara Aleksija III. Trapezuntskog i Teodore Kantakouzene. Nasljednikom je proglašen 1377. godine, nakon smrti starijeg brata Bazilija.
Manuelova je država bila pod sve većom prijetnjom vladara Osmanskog Carstva, sultana Bajazida I., koji je 1398. godine predvodio svoju vojsku duž obale Crnog mora sve do granice Trapezuntskog Carstva. Timur, koji je vodio kampanju u istočnoj Anadoliji 1394., vratio se i zauzeo Sivas (27. kolovoza 1400.), poklavši sve njegove branitelje. Timur je zahtijevao da mu se Manuel i njegova vojska pridruže u nadolazećem ratu s Osmanskim Turcima, ali je car izbjegao u potpunosti prihvatiti zahtjev tako da jr Timurovoj vojsci pridonio s dvadeset galija. Bajazid i Timur konačno su se sreli u bitci kod Angore, gdje je Timur slomio osmanske snage i zarobio sultana. Sljedećih osam mjeseci Tamerlane se kretao Anatolijom, obnavljajući stare turske bejlike i pljačkajući osmanske teritorije. Tek će 1413. godine, kada je Mehmed I. pobijedio svog posljednjeg preživjelog brata, Osmansko carstvo ponovno postati prijetnja svojim susjedima.